# تيقرى (يهر)

تعديل مصدري - تعديل

تيقرى هي إحدى قرى عزلة يهر بمديرية يهر التابعة لمحافظة لحج، بلغ تعداد سكانها 415 نسمة حسب تعداد اليمن لعام 2004.